# Skhirat
Pour les articles homonymes, voir Skhirat (homonymie).
Skhirat; (en arabe : الصخيرات) est une ville balnéaire du Maroc située entre Rabat, la capitale administrative, et Casablanca, la capitale économique. Elle dépend de la préfecture Skhirat-Témara. 
Le centre-ville, plutôt pauvre, est séparé de la partie balnéaire, huppée, par l'autoroute reliant Rabat à Casablanca. La partie balnéaire a longtemps été prisée par la jet set nationale et les proches du palais. 
Plage préférée de la famille Royale, on y voit souvent des princes et princesses et leur entourage. Sous l'ère Hassan II on y a aussi aperçu pendant longtemps des défilés de présidents chefs d'État en exercice. 
Aujourd'hui, l'hôtel l'amphitrite a été repris par un investisseur émirati et reste un centre d'attraction balnéaire. Skhirat est aussi un centre de pêche et bénéficie d'une bonne situation géographique ainsi que d'un micro climat reconnu.
Depuis les élections 2021, le Président de la Commune de Skhirat est Monsieur Rachid El Hamri (رشيد الحمري). 

## Histoire
Une nécropole néolithique a été découverte dans les années 1980 au bord de l'oued Cherrat.
Skhirat a été le théâtre d'une tentative de coup d'État contre le roi Hassan II lors de son anniversaire, le 11 juillet 1971. Il fut mené par le général Medbouh et M'hamed Ababou.
C'est ici que se sont déroulés entre octobre et décembre 2015 les pourparlers de paix des Accords de Skhirat lors de la seconde guerre civile libyenne.

## Gestion
Aux lendemain des élections 2021, le Président du Conseil Communal de Skhirat devient Monsieur Rachid El Hamri (رشيد الحمري).
Les membres du Conseil Municipal sont les personnes suivantes : 
| Nom               | Fonction                                |
| رشيد الحمري       | Président de la Municipalité de Skhirat |
| حنان سترالله      | Membre du Conseil Municipal             |
| احمد قجقوجة       | Membre du Conseil Municipal             |
| اسمهان الزاهدي    | Membre du Conseil Municipal             |
| عبدالاله جرعود    | Membre du Conseil Municipal             |
| الصديق زمران      | Membre du Conseil Municipal             |
| احمد بلا          | Membre du Conseil Municipal             |
| وديان بلا         | Membre du Conseil Municipal             |
| عبد الله الملياني | Membre du Conseil Municipal             |
| كوثر بنهيمة       | Membre du Conseil Municipal             |
| فيصل نقري         | Membre du Conseil Municipal             |
| ابراهيم شكيلي     | Membre du Conseil Municipal             |
| البوعزوية الحامدي | Membre du Conseil Municipal             |
| محمد البادرة      | Membre du Conseil Municipal             |
| يونس المخلص       | Membre du Conseil Municipal             |
| نجاة زروال        | Membre du Conseil Municipal             |
| سعيد السريعي      | Membre du Conseil Municipal             |
| عبد الله امهير    | Membre du Conseil Municipal             |
| صفاء ايت ادمو     | Membre du Conseil Municipal             |
| الحسين نافع       | Membre du Conseil Municipal             |
| عزيزة الشريفي     | Membre du Conseil Municipal             |
| عزيز حيداوي       | Membre du Conseil Municipal             |
| نجوى المدهوني     | Membre du Conseil Municipal             |
| ياسين بهيج        | Membre du Conseil Municipal             |
| كوثر رحمون        | Membre du Conseil Municipal             |
| لكبير بنلعربي     | Membre du Conseil Municipal             |
| نعيمة بورمان      | Membre du Conseil Municipal             |
| مولاي احمد فاقيهي | Membre du Conseil Municipal             |
| حسن غوتي          | Membre du Conseil Municipal             |
| فريد الحلابي      | Membre du Conseil Municipal             |
| فريد الحلابي      | Membre du Conseil Municipal             |
| عبد الصمد غانمي   | Membre du Conseil Municipal             |

## Personnalités liées à Skhirat
- Amin Demnati (1942-1971), peintre mort à Skhirat.
- Fatima Chebchoub (1952-2006), écrivaine, actrice, metteuse en scène, réalisatrice, humoriste marocaine, morte à Skhirat.

### Sources
- (en) Skhirate sur le site de Falling Rain Genomics, Inc.